# Параферналия
Параферна́лия (от греч. παράφερνα (parapherna)) — совокупность снаряжения, оборудования, принадлежностей, используемых для занятий определенного рода, и, как следствие, являющихся отличительными чертами этих занятий. Параферналия может быть связана со спортом, хобби, историческим периодом, и так далее. Данный термин отсутствует в словарях русского языка и является транслитерацией иноязычного термина.

## Историческое значение
Дословно термин переводится как «то, что не входит в приданое» — в этом значении параферналия обозначает личное имущество замужней женщины, персональные вещи, которые она берёт с собой в замужество, но которые при этом продолжают принадлежать лично ей. Супруг не мог распоряжаться параферналией без согласия жены, параферналия не становилась частью наследства мужа после его смерти и супруга могла распоряжаться ей как своей собственностью вплоть до своего личного завещания.
Понятие являлось важным юридическим термином в римском праве, однако с развитием семейного и гражданского законодательства утратило своё значение.
Во Франции начала XIX века женщинам дозволялось иметь личную собственность и даже составлять завещание, однако женщины не имели права распоряжаться своей собственностью и законодательно обязывались полностью подчиняться мужьям. 
В Великобритании в соответствии с принципом «Coverture» вплоть до середины XIX века женщины с момента заключения брака теряли гражданскую правоспособность и попадали в полную зависимость от мужа. Положение дел изменили только долго лоббировавшиеся и принятые в 1870, 1882, 1884 и 1893 годах акты о собственности, принадлежащей замужним женщинам.

## В литературе
Параферналия в буквальном значении является важным сюжетным ходом в романе Энтони Троллопа «Бриллианты Юстаса», опубликованного в 1873 году (вскоре после принятия первого акта о собственности женщин в Великобритании). В романе поднимается вопрос, является ли ювелирное изделие семейной реликвией, наследуемым имуществом, или параферналией выходящей замуж женщины.